# Ivan Dzenisevič
Ivan Ivanavič Dzenisevič (in bielorusso Іван Іванавіч Дзенісевіч?, in russo Иван Иванович Денисевич?, angl. Ivan Dzenisevich; Hrodna, 9 novembre 1984) è un ex calciatore bielorusso, di ruolo centrocampista.

## Caratteristiche tecniche
Trequartista, può giocare come esterno su entrambe le fasce.